# MIPS-X
A MIPS-X egy 32 bites mikroprocesszor és utasításkészlet-architektúra, amelyet a MIPS-architektúrát követő projektként fejlesztették ki a Stanford Egyetemen, ugyanaz a csapat, amelyik a MIPS projektet is fejlesztette.

## Jellemzői
A Defense Advanced Research Projects Agency (DARPA) által is támogatott projekt 1984-ben kezdődött és végső formájában egy cikksorozatként jelent meg 1986-87 fordulóján. Idősebb „testvérével” ellentétben a MIPS-X processzor nem kapott olyan széles körű kereskedelmi alkalmazást, nem jelent meg munkaállomások központi egységeként, és mindössze néhány beágyazott rendszerben található az Integrated Information Technology által tervezett digitális videó-alkalmazásokban.
A MIPS-X, bár ugyanaz a tervezőcsapat tervezte és architekturálisan is igen hasonló a MIPS processzorokhoz, utasításkészletében nem kompatibilis a MIPS fővonalbeli R sorozatú processzoraival. Ez egy kevéssé ismert kialakítás, a 2005-ös állapot szerint hivatalos támogatást csak egyes speciális fejlesztők nyújtanak hozzá mint pl. a Green Hills Software, és a GCC sem támogatja.
A MIPS-X egyik kiemelt célpontja a DVD-lejátszó-firmware hackereknek, mivel sok alsókategóriás DVD-lejátszóban az IIT által tervezett (és az ESS Technology Inc. által gyártott) csipek alkotják a központi processzort és az MPEG-2 dekódert.
A processzor programozói kézikönyvében szerepel egy hsc jelű utasítás-mnemonik, ami az angol halt and spontaneously combust, azaz a „leállás és öngyulladás” kifejezés rövidítése. A kézikönyv azt állítja, hogy az NSA számára készült processzorváltozatokban ez az utasítást hajtódik végre a védelmi jogosultságok megsértése esetén. A kézikönyv írói később azt állították, hogy mindez csak egy tréfa volt, és egyéb platformokon is léteznek hasonló tréfás utasítások, amelyeket általában Halt and Catch Fire gyűjtőnéven emlegetnek.
A processzor egy tipikus 32 bites RISC architektúra, 32 darab általános célú regisztere és néhány speciális regisztere van, így a PSW processzor-állapotszó, PC-1 – PC-4 programszámlálók, és az MD szorzó/osztó segédregiszter. Eredetileg 2 KiB belső utasítás-gyorsítótárral rendelkezett. Ötfokozatú futószalaggal rendelkezik. Az ugróutasításoknál várakozási résekre van szükség. A fixpontos szorzást és osztást lépésenként végző mstep és dstep utasításai vannak. 2 mikronos CMOS eljárással készült, 150 000 tranzisztorból áll, lapkamérete 8 mm × 8,5 mm. 20 MHz-es kétfázisú órajellel működött.

## Fordítás
Ez a szócikk részben vagy egészben  a   MIPS-X című angol Wikipédia-szócikk ezen változatának fordításán alapul.  Az eredeti cikk szerkesztőit annak laptörténete sorolja fel. Ez a jelzés csupán a megfogalmazás eredetét és a szerzői jogokat jelzi, nem szolgál a cikkben szereplő információk forrásmegjelöléseként.